# Fast Forward (serie televisiva)
Fast Forward (Schnell ermittelt) è una serie televisiva austriaca di genere poliziesco la cui produzione è iniziata nel 2007. Fino al 2012 sono state realizzate le prime 4 stagioni, dal  2017 la quinta e la sesta.  Tra la quarta e la quinta stagione sono stati prodotti quattro film per la televisione. A partire dal 2009 va in onda su ORF 1. In Italia sono state trasmesse le prime quattro stagioni da LA7d tra il 2012 e il 2013; la quinta e la sesta dal canale Giallo nel corso del 2019 e la settima ed ottava stagione da Rai 4 nel 2022-2025.
La sesta stagione è stata trasmessa in patria nel 2018.

## Trama
Serie poliziesca con protagonista Angelika Schnell, una detective di successo al dipartimento di polizia di Vienna. Angelika è una donna caparbia e dinamica, madre di due gemelli. Le sue giornate sono sempre piene di impegni e di intricati casi di omicidio, che risolve grazie alla sua abilità, al suo forte intuito ed anche per merito del suo ex marito, un anatomopatologo e fedele collaboratore. Nonostante le provocazioni tra di loro, Angelika non perde mai il senso dell'ironia e soprattutto non perde mai la concentrazione sul lavoro; lei sa sempre cosa sta facendo, cosa vuole e non lascia spazio a troppi sentimentalismi.

## Episodi e film TV
| Stagione         | Episodi | Prima TV Austria | Prima TV Italia |
| ---------------- | ------- | ---------------- | --------------- |
| Prima stagione   | 10      | 2009             | 2012            |
| Seconda stagione | 8       | 2010             | 2012            |
| Terza stagione   | 10      | 2011             | 2012            |
| Quarta stagione  | 12      | 2012             | 2012-2013       |
| Film TV          | 4       | 2012-2017        | 2016-2025       |
| Quinta stagione  | 10      | 2017             | 2019            |
| Sesta stagione   | 10      | 2018             | 2019            |
| Settima stagione | 10      | 2023             | 2022            |
| Ottava stagione  | 8       | 2024             | 2025            |

## Personaggi e interpreti
- Angelika Schnell, interpretata da Ursula Strauss, doppiata da Paola Della Pasqua.
Ispettrice capo della polizia criminale di Vienna, svolge il suo lavoro facendosi guidare dall'intuito, con poca propensione a rispettare regole e procedure. Spigliata, è dotata di un'arguzia sempre in bilico tra ironia e sarcasmo, talvolta quasi sfacciata. Divorziata, è madre di due gemelli.
- Harald Franitschek, interpretato da Wolf Bachofner, doppiato da Mario Scarabelli.
Lo scorbutico vice di Angelika. Ligio al regolamento, è sempre convinto di essere afflitto da qualche malattia, che cura con la medicina alternativa.
- Maja Landauer, interpretata da Katharina Straßer, doppiata da Emanuela Pacotto.
La giovane e bella assistente che aiuta i due ispettori facendo ricerche dall'ufficio. Dal carattere allegro, è molto diretta.
- Stefan Schnell, interpretato da Andreas Lust, doppiato da Massimiliano Lotti.
L'ex marito di Angelika, nonché medico legale. É appassionato di musica country.
- Kathrin Schnell, interpretata da Fiona Hauser, doppiata da Giovanna Papandrea e
Jan Schnell, interpretato da Simon Morzé, doppiato da Annalisa Longo e Stefano Pozzi.
I figli (gemelli) di Angelika e Stefan.
- Fritz, interpretato da Helmut La, doppiato da Davide Silvestri.
Il gestore del chiosco di cibo cinese dove la squadra ha l'abitudine di ritrovarsi.
- Kemal Öztürk, interpretato da Morteza Tavakoli, doppiato da Paolo De Santis.
Tecnico informatico di origine turca a servizio della squadra criminale.

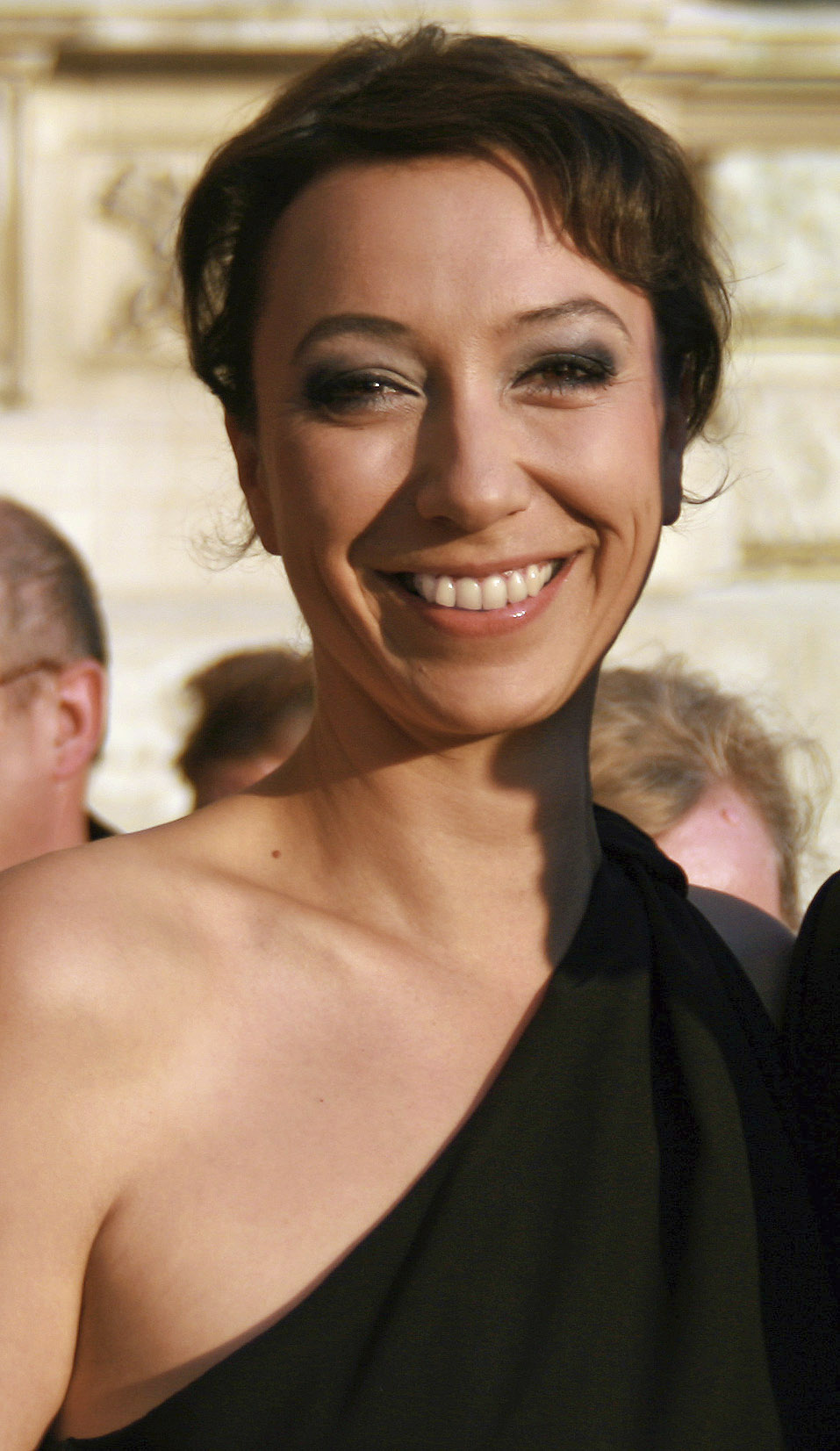
Ursula Strauss interpreta Angelika Schnell
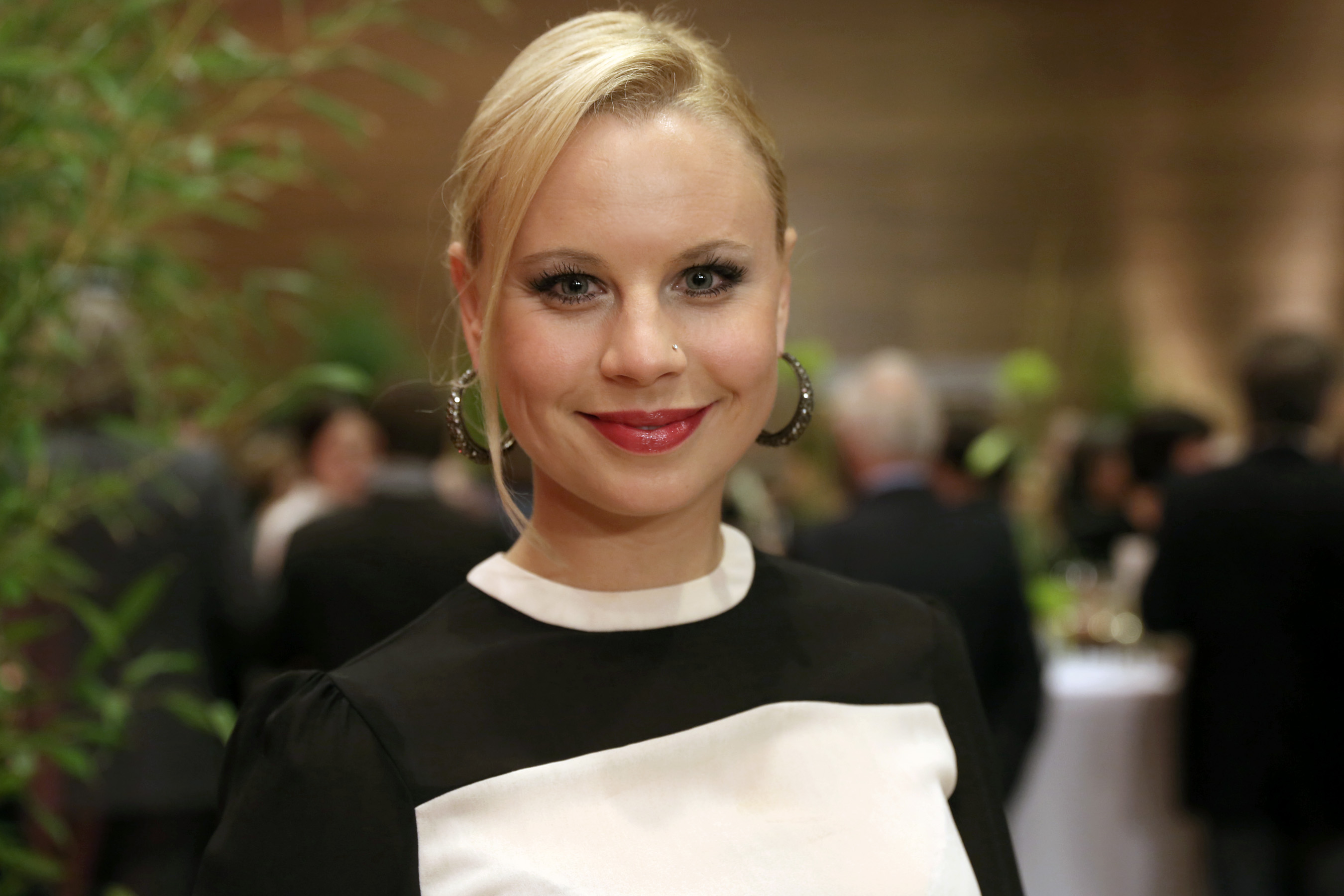
Katharina Straßer interpreta Maja Landauer
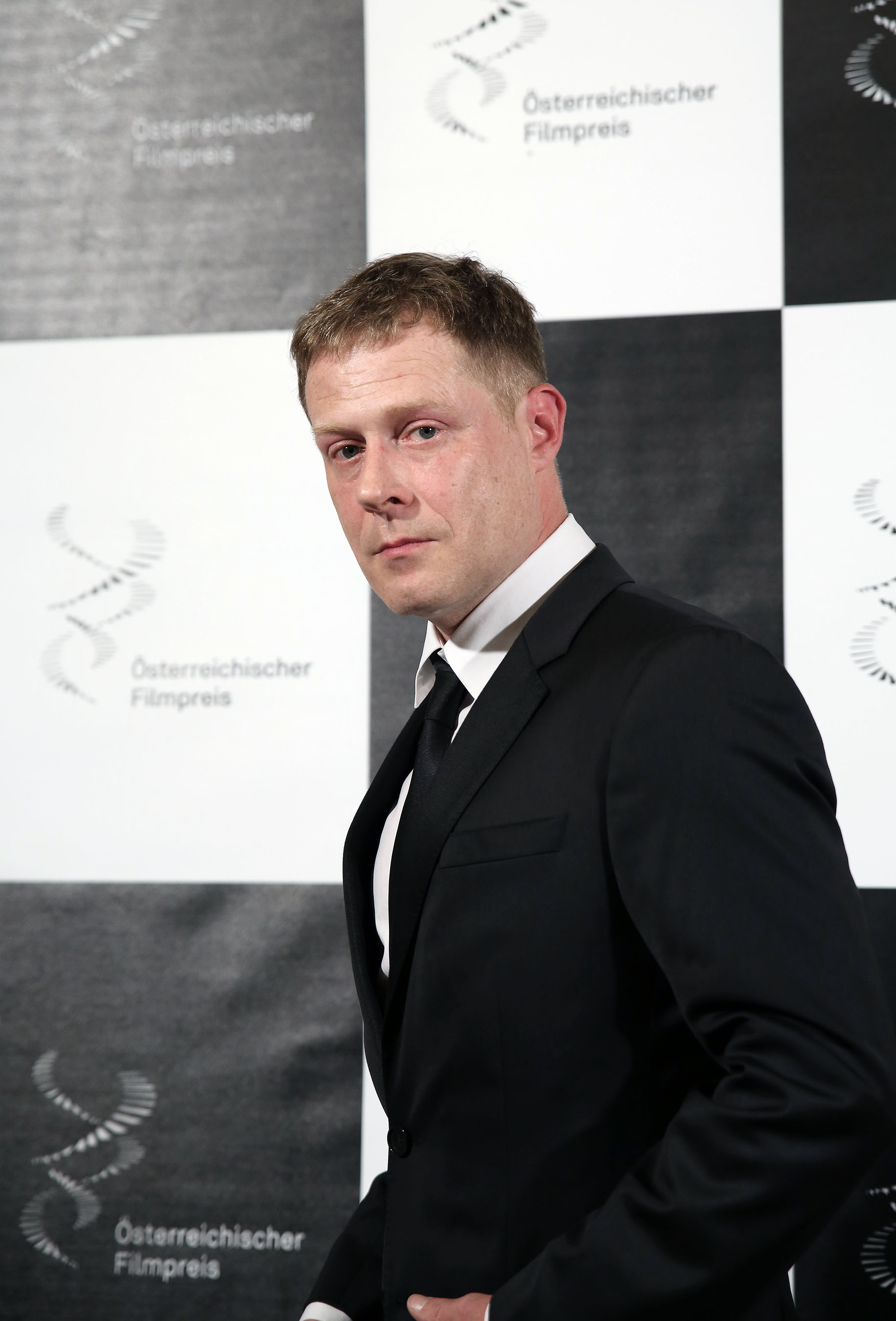
Andreas Lust interpreta Stefan Schnell
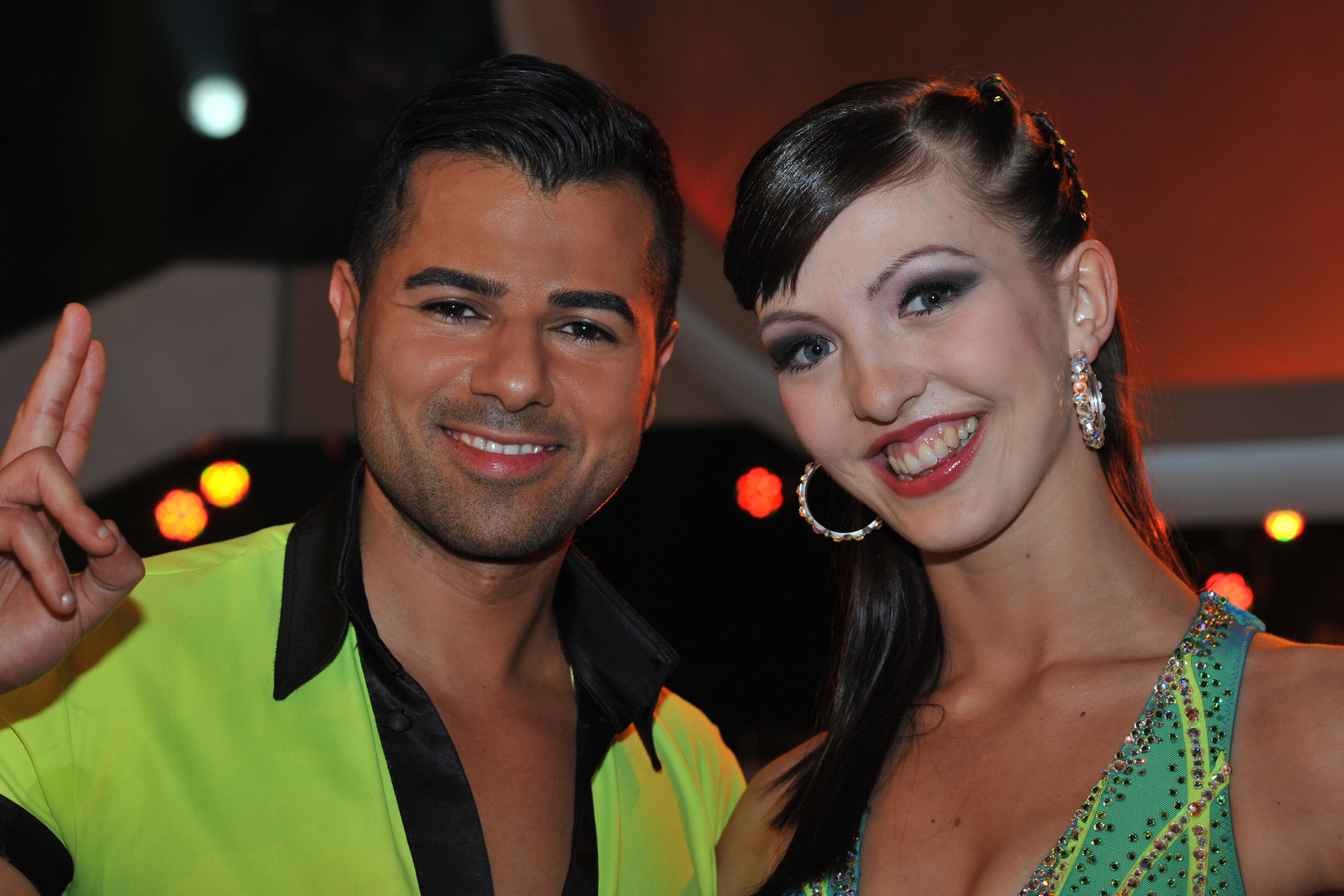
Morteza Tavakoli (a sinistra) interpreta Kemal Öztürk

## Titolo
Il nome originale dell'opera Schnell Ermittelt (Indaga velocemente) gioca sul cognome della protagonista, Angelika Schnell. Nel proporre la serie al pubblico non tedescofono, il titolo internazionale scelto fu Fast Forward, mentre il nome della protagonista fu cambiato in Angelika Fast, per mantenere in qualche modo un riferimento tra titolo e cognome. Nella localizzazione italiana è stato usato il titolo internazionale, ma si è preferito mantenere il cognome originale Schnell per l'ispettrice capo e la sua famiglia.

## Produzione

### Origine
Nel 2007 ORF mise in atto una riforma dei suoi programmi che coinvolse anche le serie televisive. Fu in questo contesto che prese il via il progetto ideato dall'attrice e sceneggiatrice Eva Spreitzhofer, il cui titolo provvisorio in principio era Besser blond. Le riprese iniziarono lo stesso anno e proseguirono nell'estate del successivo. La trasmissione, inizialmente indicata genericamente nel 2008, fu quindi ipotizzata per la fine dell'anno, per poi slittare alla primavera seguente.

### Film TV
Generalmente, prima ancora della messa in onda di una stagione veniva annunciato il rinnovo per la successiva. Ciò non accadde al termine delle riprese della quarta stagione, quando le uniche conferme si ebbero riguardo alla produzione di due film per la televisione della durata di 90 minuti. Il primo, Schuld, venne girato dal 10 aprile all'8 maggio 2012 a Vienna e dintorni. Il secondo, Erinnern, fu registrato di lì a poco, dal 13 settembre al 13 ottobre dello stesso anno. Schuld arrivò sul piccolo schermo l'11 dicembre 2012 e nell'annunciarlo la responsabile delle serie televisive ORF Kathrin Zechner rivelò l'intenzione di proseguire con questo formato, gradito sia dall'emittente – per questioni di budget – che dagli attori. Il 26 luglio 2013 presero il via le riprese del terzo lungometraggio, Leben. Si svolsero, oltre che nella capitale, anche nel Burgenland meridionale dove la storia è ambientata e si conclusero il 25 agosto. Il 16 e il 23 settembre 2014 ORF mise in onda per la prima volta Erinnern e Leben. Negli stessi giorni si sarebbe dovuto iniziare a girare il quarto film televisivo, ma l'11 settembre l'attrice Ursula Strauss fu coinvolta in un incidente stradale che le provocò la frattura di una gamba e diverse contusioni. Le riprese di Einsamkeit dovettero attendere il 23 febbraio 2015 per prendere il via e si conclusero il 24 marzo seguente.

### Il ritorno alla serialità da 45 minuti
Il 4 dicembre 2015 il quotidiano austriaco Kleine Zeitung svelò un'intenzione condivisa tra ORF e la società di produzione MR Film per tornare ad una serialità stagionale. Un paio di mesi dopo l'attrice Katharina Straßer confermò la notizia nel corso di un'intervista, indicando nel mese di maggio l'inizio delle riprese.

L'ultimo film (Einsamkeit) fino a quel momento ancora inedito, fu trasmesso il 6 marzo 2017, anticipando di una settimana il debutto della quinta stagione. A fine febbraio, in sede di presentazione di Einsamkeit, l'attore Andreas Lust rivelò che sarebbe stata realizzata anche una sesta stagione.

### Conclusione
Nel mese di dicembre 2017, durante gli ultimi giorni di registrazione della sesta stagione, l'attore Andreas Lust pubblicò un messaggio sul suo profilo Facebook nel quale dichiarava conclusa la serie nonché la sua personale collaborazione con ORF, in vista di futuri impegni con il canale tedesco ZDF. A questa dichiarazione la rete televisiva austriaca replicò che «il potenziale per un'ulteriore stagione è attualmente in corso di valutazione». Pochi giorni dopo la rivista TV Media rivelò che anche il collega Wolf Bachofner avrebbe lasciato Fast Forward al termine della sesta stagione..Tuttavia una settima stagione in cui la protagonista, allontanata dalla polizia dopo i fatti narrati nella sesta stagione, risolve nuovi casi diventata detective privata, fu trasmessa prima in Austria e poi anche in Italia (2022).

## Adattamento
All'inizio di settembre 2013 i quotidiani austriaci annunciarono l'acquisto da parte della compagnia cinematografica Sony dei diritti per realizzare un remake statunitense della serie. Il mese successivo, nel corso del MIPCOM di Cannes (fiera internazionale dell'industria televisiva) si aggiunse al progetto anche l'emittente CBS ordinando un adattamento, che però non abbe alcun seguito.

## Premi
Nel 2010 Ursula Strauss si aggiudicò il premio austriaco Romy come miglior attrice in una serie televisiva, mentre l'anno successivo i produttori della serie Mrkwicka, Kamm e Auspitz vinsero il medesimo trofeo per la miglior produzione televisiva.